# Tamaki Suekazu

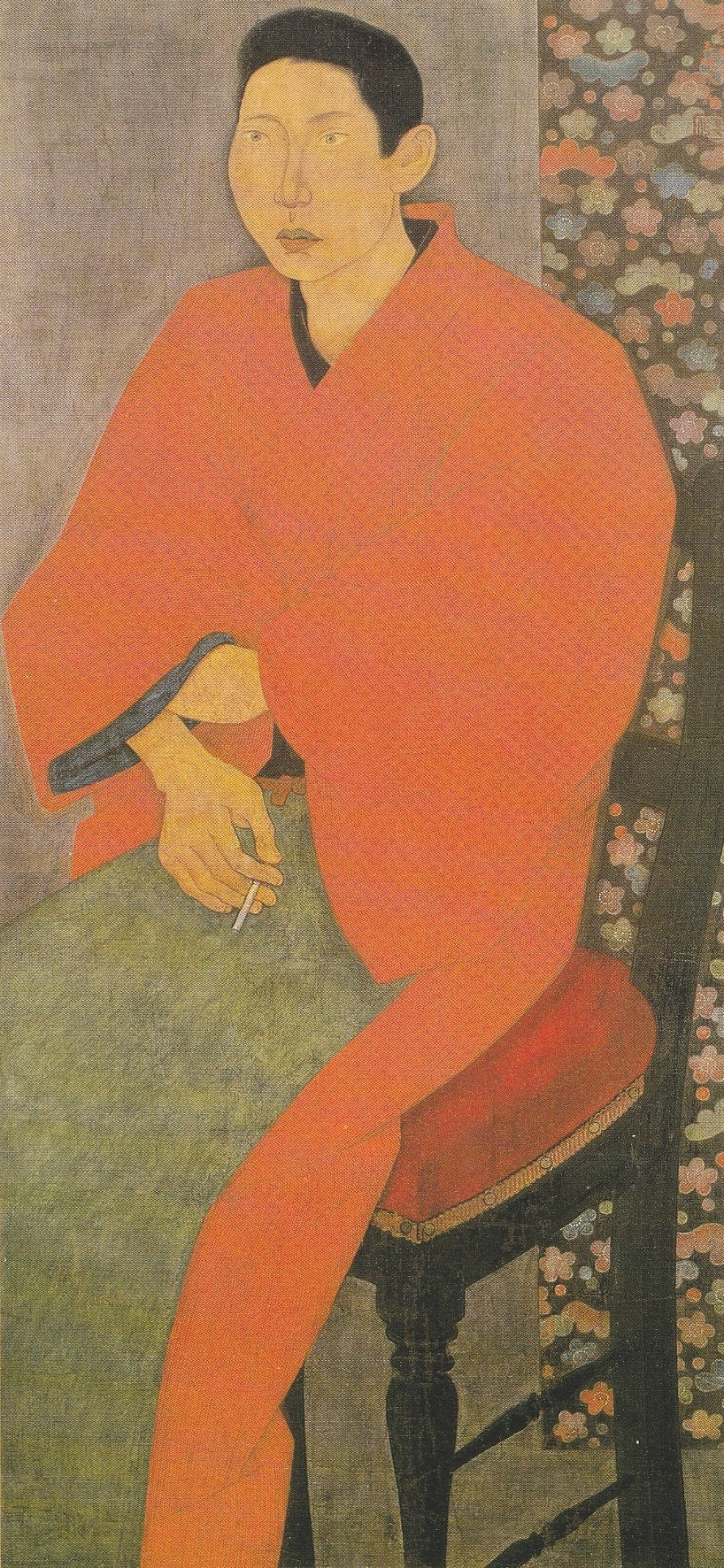
Tamaki Porträt Ukichi, 1926

Tamaki Suekazu (japanisch 玉城 末一; geb. 1897 in Sakai; gest. 1943) war ein japanischer Maler der Nihonga-Richtung  der Taishō- und frühen Shōwa-Zeit.

## Leben und Werk
Tamaki Suekazu machte 1916 seinen Abschluss an der Abteilung für Malerei der „Städtischen Schule für Kunst und Kunstgewerbe Kyōto“ (京都市立美術工芸学校|Kyōto shiritsu bijutsu kōgei gakkō) und dann 1919 an der „Städtischen Hochschule für Malerei“ (京都市立絵画専門学校|Kyōto shiritsu kaiga semmon gakkō). 1922 wurde auf der 4. Teiten-Ausstellung zum ersten Mal ein Bild von ihm angenommen, und zwar „小便部屋“ (Shoben heya, Pinkelbude). Er wechselte dann aber 1925 zur 1. Frühlings-Ausstellung der „国画創作協会“ (Kokuga sōsaku kyōkai) und blieb auch in den folgenden Jahren diesen Ausstellungen treu. 1926 wurde sein Bild eines jungen Mannes „宇吉“　(Ukichi) mit dem Förderpreis des Ausstellungsvereins ausgezeichnet. Im folgenden Jahr zeigte er die Bilder „春“ (Haru, Frühling) und „団欒“ (Danran, Zusammenkunft) und 1928 „少女“ (Shōjo, Junges Mädchen) sowie „金魚“ (Kingyo, Goldfische). 1927 wurde er als Mitglied in den Verein aufgenommen, der sich allerdings im folgenden Jahr auflöste. Daraufhin gründete er mit Malerfreunden die „新樹社“ (Shin’yu-sha).
Tamaki gestaltete mit starken Farben in dekorativer Form das Alltagsleben seiner Umgebung und entwickelte einen sehr persönlichen Stil der Personendarstellung. Die Shin’yu-sha löste sich schon nach zwei Ausstellungen auf, Tamaki zog sich immer mehr zurück. – Auf der Ausstellung japanische Malerei 1931 in Berlin war sein Bild „Setsuko“ zu sehen.